# Університет Вермонта
Вермонтський університет або Університет Вермонта (англ. The University of Vermont and State Agricultural College) — публічний дослідницький університет в Берлінгтоні. Це найбільший і найстаріший університет у Вермонті.
Був заснований в 1791 році як приватний навчальний заклад. В даний час університет складається з декількох коледжів, розташованих на території 1,83 км², в якому в 2008 році працювало 1185 чоловік, навчалося 10504 студента з усіх США і 30 країн. Випускників — близько 1600 в рік, з них близько 400 — медичних спеціальностей.

## Спорт
В університеті є близько 20 спортивних команд з різних видів спорту. Основні кольори — жовтий і зелений, прізвисько — дикі кішки.